# Nemoura manchuriana
Nemoura manchuriana är en bäcksländeart som beskrevs av Uéno 1941. Nemoura manchuriana ingår i släktet Nemoura och familjen kryssbäcksländor. Inga underarter finns listade i Catalogue of Life.